# Карл Малмстрем
Карл Малмстрем (швед. Karl Malmström; 1875—1938) је бивши шведски репрезентативац у скоковима у воду.

## Спортски резултати
Учествовао је на Летњим олимпијским играма 1908. у Лондону у обе дисциплине скокова са даске и торња. Успешан је био у скоковима са торња, освојивши сребрну медаљу.
| Дисциплина | Резултати | Резултати | Резултати        | Резултати        | Резултати        | Резултати        | Детаљи |
| Дисциплина | 1. коло   | Место     | Полуфинале       | Место            | Финале           | Пласман          | Детаљи |
| ---------- | --------- | --------- | ---------------- | ---------------- | ---------------- | ---------------- | ------ |
| Торањ      | 73,95     | 2 у гр. 2 | 67,00            | 2 у пф. 1        | 78,73            |                  |        |
| Даска      | 70,30     | 4 у гр. 3 | Није се пласирао | Није се пласирао | Није се пласирао | Није се пласирао |        |